# Juan Miguel Castro Rojas
Juan Miguel Castro Rojas (* 20. August 1966 in Concepcion de Naranjo, Provinz Aranjuela, Costa Rica) ist ein costa-ricanischer Geistlicher und römisch-katholischer Bischof von San Isidro de El General.

## Leben
Juan Miguel Castro Rojas studierte Philosophie und Theologie am nationalen Priesterseminar von Costa Rica und empfing am 1. Dezember 1990 das Sakrament der Priesterweihe für das Bistum Alajuela. Mit der Errichtung des Bistums Ciudad Quesada am 25. Juli 1995 wurde er in dessen Klerus inkardiniert.
Als Priester war er vor allem in der Pfarrseelsorge tätig, darunter von 1996 bis 2015 an der Kathedrale von Ciudad Quesada. Von 2002 bis 2013 war er Generalvikar des Bistums. Seit 2014 war er Priesterseelsorger des Bistums und Pfarrer in Aguas Zarcas im Kanton San Carlos.
Papst Franziskus ernannte ihn am 13. November 2021 zum Bischof von San Isidro de El General. Der Bischof von Ciudad Quesada, José Manuel Garita Herrera, spendete ihm am 25. Januar des folgenden Jahres in der Kathedrale von San Isidro de El General die Bischofsweihe. Mitkonsekratoren waren der Apostolische Nuntius in Costa Rica, Erzbischof Bruno Musarò, und sein Amtsvorgänger Gabriel Enrique Montero Umaña OFMConv.